# Clara Hahr
Clara (Clary) Hilma Maria Hahr, född 9 juni 1871 i Ekeby i Dingtuna socken i Västmanlands län, död 22 maj 1965, var en svensk mönstertecknare som utförde ritningar för industrimönster. Hon var en av de första svenska tapetmönsterskaparna vars verk användes i industriell produktion. Kåbergs tapetfabrik tryckte hennes mönster, liksom engelska Sanderson.
Hon var dotter till länsagronomen Adolf Robert August Hahr och Ragnhild Hilma Theresia Ljung-Lindström. Hon var syster till Axel Hahr (adopterad), August Hahr, Erik Hahr, Anna Hahr (gift Hygrell), Gerda Hahr (gift Molin), Mattis Hahr-Grundell, Gustaf Hahr och Greta Hahr (gift Hökerberg). Hahr utexaminerades från Högre konstindustriella skolan i Stockholm 1895 och gav sig därefter ut på studieresor till Paris och London. På skolan blev hon goda vänner med Märta Måås-Fjetterström, som hon förblev vän med livet ut och brevväxlade regelbundet med.
Clara Hahr hjälpte sin bror Erik Hahr med utformningen av skolor i Västerås. Hon dekorerade fasaderna på det nya elementärverket för flickor, numera Fryxellska skolan, som öppnade 1902 och Herrgärdsskolan som invigdes 1905. Hon bosatte sig i London och etablerade en formgivningsateljé där hon formgav textilier och tapeter för olika engelska företag. Hon ställde ut separat ett flertal gånger i London under 1910- och 1920-talen och medverkade i ett stort antal internationella utställningar.